# Wim Mager
Wim Mager (Rotterdam, 26 september 1940 - Silvolde, 23 maart 2008) was een Nederlands fotograaf en in 1971 de oprichter van Apenheul. Hij was er tot 1997 directeur. Toen hij een opvolger gevonden had startte hij bij Poitiers in Frankrijk opnieuw met een soortgelijk dierenpark. In 2000 kwam hij terug in Nederland en vestigde zich in Silvolde.
Apenheul was het gevolg van een uit de hand gelopen hobby. Mager begon in de jaren zestig met twee aapjes in huis, maar toen het paartje jongen kreeg kwam van het een het ander. Zijn ideaal van een dierenpark was dat de apen niet meer in kooien zouden zitten, maar vrij rond konden lopen tussen de mensen. De oud directeur van Apenheul, Bert de Boer, noemde hem "een pionier in dierentuinland".
Mager is op eerste paasdag in 2008 op 67-jarige leeftijd overleden, hij was al enige tijd ziek. Hij kreeg tweemaal een beroerte, de laatste zware een week voor zijn overlijden.